# 南区 (熊本市)
南区（みなみく）は、熊本市を構成する5区の行政区の一つ。旧富合町と旧城南町の区域はそれぞれ合併特例区となっていたが、富合町合併特例区については2013年10月5日、城南町合併特例区については2015年3月22日をもって終了した。

## 地理
熊本市の南部に位置し、以前の町村では川尻町・日吉村・力合村（1940年に熊本市と合併）、田迎村・御幸村（同1953年）、飽田町・天明町（同1991年）、富合町（同2008年）、城南町（同2010年）の9町村にあたる。西区、中央区、東区のほか、嘉島町、御船町、甲佐町、宇城市、宇土市と隣接し、海上（有明海）を隔てて長崎県島原市とも接する。区内には緑川とその支流の加勢川が流れる。

## 名称
仮称は「E区」で、2010年9月に実施された「区名案の募集」では、多いものから順に、南区(48.9%)、城南区(25.5%)、緑川区(2.7%)、熊南区(1.8%)、緑区(1.2%)、熊本南区(1.2%)、肥後南区(0.7%)、川尻区(0.7%)、南城区(0.7%)、南部区(0.5%)、（その他 16.1%）という結果であった。熊本市の行政区画審議会がこれをもとに南区、城南区、肥後南区、緑川区、緑区を候補として選定、2010年12月に改めてこの5案による「意向調査」を行ったところ南区が第一位で55.0%を占め、審議会での議論のうえ2011年1月に区名を「南区」として市長に答申した。翌月に熊本市の「方針」としてこれに決定され、2011年12月に熊本市議会において市条例として正式決定された。

## 人口
- 132,361人（2025年5月1日時点）

## 公的機関

### 国の機関
- 九州地方整備局熊本港湾・空港整備事務所

### 県の機関
- 熊本県警察熊本南警察署
2018年3月末までは旧城南町域のみ宇城市の宇城警察署の管轄だった。

### 市の機関
- 南区役所
  - 幸田総合出張所
  - 城南総合出張所
  - 天明総合出張所
  - 飽田総合出張所
  - 南部出張所
- 熊本市消防局
  - 南消防署本庁
    - 川尻出張所、飽田・天明出張所、富合出張所、城南出張所

## 通信

### 電話番号
- 旧・熊本市（91年に合併した飽託4町）と旧・富合町及び旧・植木町の市外局番は096(200 - 399)（熊本MA）だが、旧・城南町の市外局番は0964(20 - 59)（松橋MA）である。

## 交通

### 道路
高速道路
南区には九州自動車道が通っている。北区・東区を経由した後は益城町、東区、益城町、嘉島町、御船町、甲佐町を経て、甲佐町と南区の境界上にある緑川パーキングエリアに至る。その後は南区を通り、途中には城南バスストップが置かれている。
一般国道
- 国道3号： 北区・中央区・南区と市内を南北に縦断する。
- 国道57号： 近見交差点から富合町までは国道3号と重複。区の北部で熊本東バイパスとして分岐し東区・阿蘇方面へ向かう。
  - 国道218号、国道219号： 市内は全区間（水道町交差点から富合町）が、国道3号と重複。
- 国道266号： 南区内では田迎と城南町を通るが、その間は一度嘉島町に入る。
  - 国道445号： この路線は国道266号浜線バイパス区間と重複。
- 国道501号： 南区の西部（飽田・天明）地区を南北に縦断する。

主要地方道
- 熊本県道32号小川嘉島線
- 熊本県道38号宇土甲佐線
- 熊本県道50号熊本嘉島線
- 熊本県道51号熊本港線

一般県道
- 熊本県道104号熊本浜線
- 熊本県道182号田迎木原線
- 熊本県道227号並建熊本線
- 熊本県道229号畠口川尻停車場線
- 熊本県道233号海路口小島線
- 熊本県道234号天明川尻線
- 熊本県道236号神水川尻線
- 熊本県道240号今吉野甲佐線
- 熊本県道241号千町廻江線
- 熊本県道242号走潟廻江線
- 熊本県道297号川尻宇土線

### 路線バス
- 九州産交バス（産交バス）： 桜町BTから川尻・川口方面に運行。
- 熊本バス： 桜町BTから田迎・城南方面等に運行。
- 熊本都市バス： 桜町BTから流通団地系統を中心に運行。

### 鉄道
九州旅客鉄道（JR九州）
- 鹿児島本線： 西熊本駅 - 川尻駅 - 富合駅
- 九州新幹線： 停車駅なし。熊本総合車両所が区内（富合町）に置かれている。

## 教育

### 高等学校
県立高校
熊本県立熊本農業高等学校

### 中学校
市立中学校
城南、下益城城南、日吉、力合、託麻、飽田、天明、富合

### 小学校
市立小学校
川尻、城南、日吉、日吉東、力合、力合西、御幸、田迎、田迎西、田迎南、飽田東、飽田南、飽田西、中緑、銭塘、奥古閑、川口、杉上、隈庄、豊田、富合　

### 幼稚園
市立幼稚園
川尻、隈庄
私立幼稚園
わかくさ幼稚園、力合幼稚園、恵水幼稚園、ゆたか幼稚園、ルンビニー幼稚園、熊本音楽幼稚園

### 特別支援学校
熊本市立平成さくら支援学校

## 名所・旧跡・行事

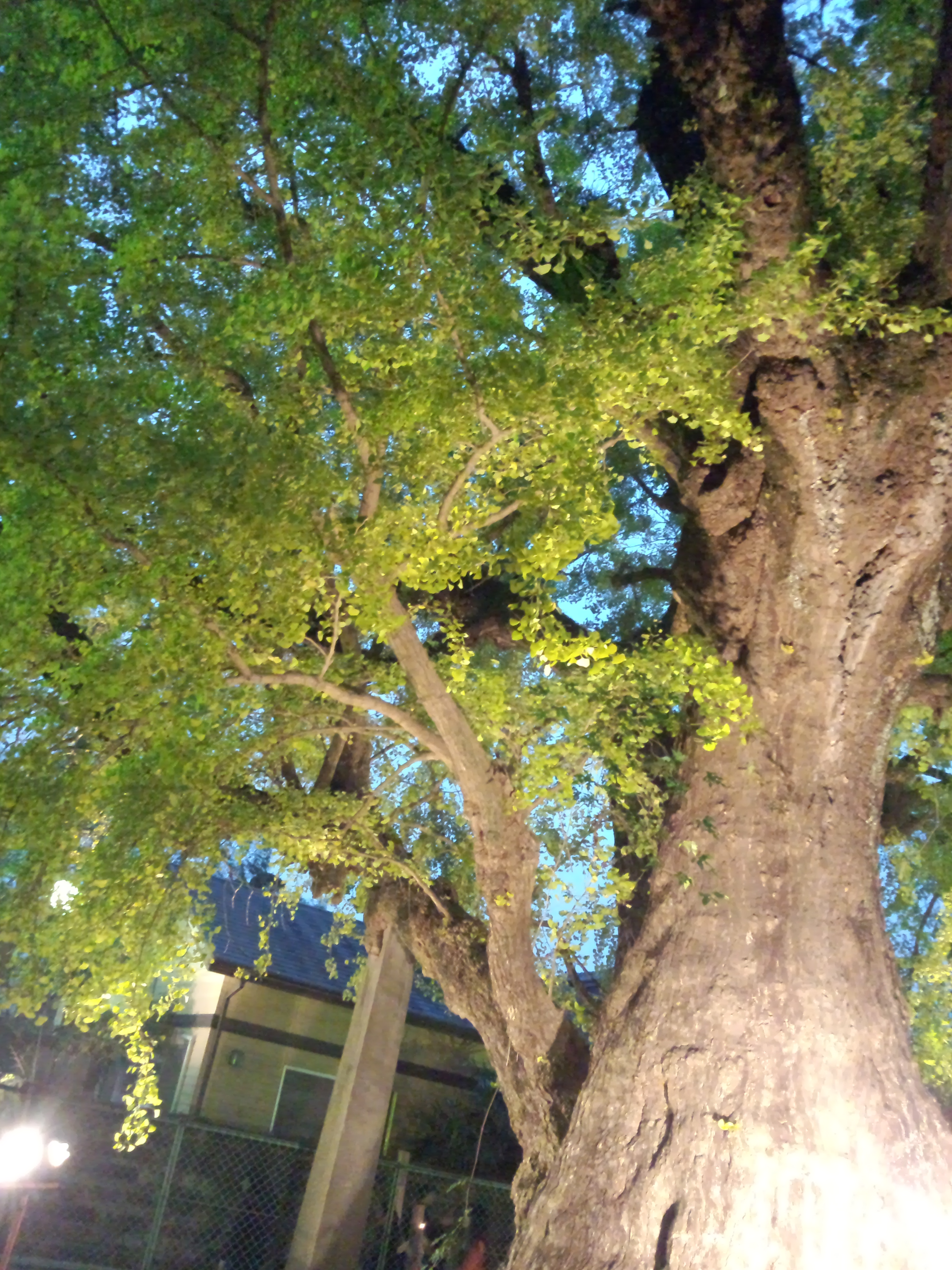
下田のイチョウ

- 新開大神宮
- 大慈禅寺
- くまもと工芸会館
- 木原不動尊
- 六殿神社
- 塚原古墳群
- 川尻精霊流し
- 下田のイチョウ

## 著名な出身者
- 石川さゆり（演歌歌手）
- 上田啓介・晋也兄弟（啓介・ローカルタレント、晋也・お笑いタレント）(南高江)
- かんなとあきら(YouTuber)
- 木村政彦（柔道家：旧飽託郡川尻町出身）
- 倉科カナ (女優)(川尻)